# Hold My Body Tight
A Hold My Body Tight című dal az East 17 angol fiúcsapat 5. és egyben utolsó kimásolt kislemeze a Steam című albumról. Ez a dal a csapat egyetlen kislemeze, mely csupán a 12. helyig jutott az angol kislemezlistán.

## Megjelenések
7"  London Records – LON 367
- A	Hold My Body Tight (Radio 7" Edit) - 3:39
- B	Hold My Body Tight (Tony Mortimer Remix) - 3:41 Remix – Tony Mortimer

10" (Limited Edition - Single Sided)  London Records – LXXXDJ 367
- A Hold My Body Tight (Tony Mortimer Remix) - 3:41

## Slágerlista
| Slágerlista (1995)                              | Legjobb helyezés |
| ----------------------------------------------- | ---------------- |
| Ausztrália (ARIA)                               | 73               |
| Belgium (Ultratop 50 Wallonia)                  | 27               |
| Franciaország (SNEP)                            | 23               |
| Németország (Official German Chart)             | 42               |
| Izland (Tonlist)                                | 24               |
| Írország (IRMA)                                 | 10               |
| Japán (Oricon)                                  | 7                |
| Litvánia (EHR)                                  | 3                |
| Hollandia (Dutch Top 40)                        | 20               |
| Skócia (Official Charts Company)                | 16               |
| Svájc (Schweizer Hitparade)                     | 28               |
| Egyesült Királyság (Official Charts Company)    | 12               |
| Egyesült Államok US Dance Club Play (Billboard) | 32               |